# سیارک ۱۰۳۶۷
سیارک ۱۰۳۶۷ (به انگلیسی: 10367 Sayo، نامگذاری:1994YL1) ده هزار و سیصد و شصت و هفتمین سیارک کشف شده‌است که در ۳۱ دسامبر ۱۹۹۴ کشف شد.
قدر مطلق سیارک برابر ۱۷٫۸ است.